# In the Heat of the Night (film)
In the Heat of the Night is een Amerikaanse misdaad- en dramafilm uit 1967 geregisseerd door Norman Jewison. De hoofdrollen werden gespeeld door Sidney Poitier en Rod Steiger. De film is gebaseerd op de gelijknamige roman van John Ball uit 1965 en werd genomineerd voor zeven Oscars en won er uiteindelijk vijf, waaronder de Oscar voor Beste Film. In de jaren tachtig werd een vervolg gemaakt in de vorm van een televisieserie met dezelfde naam.

## Verhaal
In het slaperige stadje Sparta in de Amerikaanse staat Mississippi probeert politiechef Gillespie van de lokale politie zijn mannen aan te zetten tot enige activiteit. Gillespie is niet uit Sparta afkomstig en wordt door lokale bevolking nog altijd met wantrouwen bekeken. Dan wordt Colbert vermoord. Colbert was een ondernemer uit Chicago die een fabriek wilde bouwen in het stadje. Een belangrijke gebeurtenis omdat de fabriek de nodige banen kan opleveren. De politiemensen speuren Sparta af naar een mogelijke dader en al snel wordt er een zwarte man op het treinstation gearresteerd. In het racistisch getinte Sparta moet deze man de dader zijn. De man laat op het politiebureau echter zijn politiepenning zien. Het blijkt Virgil Tibbs te zijn, een rechercheur van de afdeling moordzaken van de politie in Philadelphia, op doorreis van zijn moeder naar huis. Als Gillespie het verhaal controleert door de baas van Tibbs te bellen, beveelt de laatste de rechercheur aan als een specialist in moordzaken. Hij vraagt Tibbs om Gillespie te helpen. De rechercheur heeft echter zijn buik vol van het racistische stadje waar hij voortdurend met het vernederende ‘boy’ wordt aangesproken en wil weg. Gillespie ziet ook weinig in de samenwerking en laat Tibbs gaan. Dit is echter niet naar de zin van de weduwe van Colbert. Als er een andere gevangene wordt binnen gebracht, zegt Tibbs dat de man de moord nooit gepleegd kan hebben. De weduwe is zo onder de indruk van de bewijsvoering die Tibbs daarvoor aanvoert dat ze eist dat hij op de zaak wordt gezet. Als de gemeenteraad weigert, dreigt ze de bouw van de fabriek stop te zetten. Tibbs blijft dus en hij onderzoekt het lichaam van Colbert en de vindplaats van het lijk. Tibbs ontdekt een aantal zaken en verdenkt Eric Endicott, een rijke plantagehouder en een tegenstander van Colbert. Het zint de blanke bevolking van Sparta maar niets dat een zwarte man openlijk blanken beschuldigt. Als ze zien dat Gillespie meer en meer respect krijgt voor Virgil besluiten ze het recht in eigen hand te nemen. Tibbs wordt bijna gelyncht en net op tijd gered door Gillespie. Nu de situatie in Sparta explosief dreigt te worden, rest Tibbs weinig tijd de dader te ontmaskeren. Uiteindelijk ontdekt hij dat de bediende in een lokale diner, Ralph Henshaw, de dader is. Henshaw had geld nodig voor een abortus van zijn minderjarige vriendinnetje en vermoordde Colbert voor de inhoud van diens portemonnee.

## Achtergrond
In 1967 was Amerika nog altijd verdeeld in de kwestie van gelijke burgerrechten. Hoewel de Civil Rights Act van 1964 gelijke rechten gaf aan zwarte en blanke Amerikanen, was met name het zuiden van de VS nog sterk racistisch. De film laat zien dat het vernisje beschaving uiterst dun is. Als Tibbs op de plantage van Endicott komt en de man beschuldigt van moord slaat Endicott hem. Virgil slaat terug en de geschokte Endicott vraagt aan Gillespie waarom hij Tibbs niet onmiddellijk heeft doodgeschoten. Dat een zwarte man of vrouw zonder pardon kon worden gedood door een blanke was in de jaren zestig in Mississippi niet ongewoon. Tibbs is overigens ook niet zonder vooroordeel. Hij is er zo van overtuigd dat Endicott de moordenaar is, dat hij allerlei bewijsstukken van het tegendeel over het hoofd ziet. Dit ontlokt chief Gillespie het commentaar: “Man, you're just like the rest of us, ain't ya?". In het oorspronkelijk scenario en in het boek waarop de film is gebaseerd accepteert Tibbs overigens de klap van Endicott zonder terug te slaan. Sidney Poitier was hier echter ronduit op tegen. Hij vond het niet meer dan normaal dat het personage dat hij speelde zou terugslaan. De film was een doorbraak in de zin dat het voor de eerste keer laat zien dat een zwarte man reageert op de provocatie van een blanke.

## Vervolg
Sidney Poitier zou de rol van Virgil Tibbs nog tweemaal spelen en wel in They Call Me MISTER Tibbs! uit 1970 en in The Organization uit 1971. In 1988 kwam NBC television met de tv-serie In the Heat of the Night met Carroll O'Connor en Howard Rollins in de hoofdrollen. De serie kende acht seizoenen.

## Rolverdeling
| Acteur            | Personage                  |
| ----------------- | -------------------------- |
| Sidney Poitier    | Rechercheur Virgil Tibbs   |
| Rod Steiger       | Politiechef Bill Gillespie |
| Warren Oates      | Agent Sam Wood             |
| Lee Grant         | Mrs. Leslie Colbert        |
| Larry Gates       | Eric Endicott              |
| James Patterson   | Mr. Purdy                  |
| William Schallert | Burgemeester Webb Schubert |
| Beah Richards     | Mama Caleba                |
| Anthony James     | Ralph Henshaw              |
| Peter Whitney     | Courtney                   |
| Quentin Dean      | Delores Purdy              |
| Kermit Murdock    | Henderson                  |
| Larry D. Mann     | Watkins                    |
| Matt Clark        | Packy Harrison             |
| Arthur Malet      | Ulam                       |
| Fred Stewart      | Dr. Stuart                 |
| Scott Wilson      | Harvey Oberst              |
| Timothy Scott     | Shagbag                    |
| William C. Watson | McNeil                     |
| Eldon Quick       | Charles Hawthorne          |
| Stuart Nisbet     | Shuie                      |
| Khalil Bezaleel   | Jess                       |
| Peter Masterson   | Fryer                      |
| Clegg Hoyt        | Hulpsheriff (onvermeld)    |
| Jack Teter        | Philip Colbert (onvermeld) |

## Prijzen en nominaties
- 1968 Academy Awards
  - Gewonnen: Best Actor in a Leading Role (Rod Steiger)
  - Gewonnen: Best Film Editing (Hal Ashby)
  - Gewonnen: Best Picture
Gewonnen: Best Sound
  - Gewonnen: Best Writing, Screenplay Based on Material from Another Medium (Stirling Silliphant)
  - Genomineerd: Best Director (Norman Jewison)
  - Genomineerd: Best Effects, Sound Effects (James Richard)
- 1968 Golden Globes
  - Gewonnen: Best Motion Picture - Drama
  - Gewonnen: Best Motion Picture Actor - Drama (Rod Steiger)
  - Gewonnen: Best Screenplay (Stirling Silliphant
  - Genomineerd: Best Motion Picture Actor - Drama (Sidney Poitier)
  - Genomineerd: Best Motion Picture Director (Norman Jewison)
  - Genomineerd: Best Supporting Actress (Quentin Dean)
  - Genomineerd: Best Supporting Actress (Lee Grant)
- 1968 BAFTA Awards
  - Gewonnen: Best Foreign Actor (Rod Steiger)
  - Gewonnen: UN Award (Norman Jewison)
  - Genomineerd: Best Film from any Source (Norman Jewison)
  - Genomineerd: Best Foreign Actor (Sidney Poitier)
- 1968 Grammy Awards
  - Gewonnen: Best Original Score Written for a Motion Picture or Television Show (Quincy Jones)